# Дни активности
Дни активности — в любительской радиосвязи мероприятие с элементами соревнований, организуемое местными радиоклубами. Оно состоит в том, что все или почти все любительские радиостанции региона в течение заранее объявленных дней (обычно суббота-воскресенье, иногда и в течение целой недели) работают в эфире максимально возможное время, в идеале — круглосуточно. В течение дней активности любители других областей и стран имеют возможность легко выполнить условия местных дипломов. Кроме того, нередко учреждаются особые дипломы, выдаваемые за связи, проведенные в течение данных дней активности.
Радиолюбительские дни активности устраивают и другие общественные организации и ведомства для пропаганды определённых идей или в честь праздников и юбилеев. Например, 11-12 июня 2011 г. московский Фонд охраны природы и окружающей среды (Фонд WFF) проводил «Дни активности WFF 2011» с участием радиостанций, работающих с особо охраняемых природных территорий разных стран мира.